# 蓝舌飞蓬
蓝舌飞蓬（学名：Erigeron vicarius）是菊科飞蓬属的植物。分布在俄罗斯以及中国大陆的新疆等地，生长于海拔3,200米的地区，常生于高山草甸以及阴坡石缝，目前尚未由人工引种栽培。